# 신현묵
신현묵(1983년 6월 5일 ~)은 대한민국의 배우다. 2008년 뮤지컬 '미인'으로 데뷔했다.

## 방송
- 캐스팅 콜 (2018) - Top40

## 수상
- 제4회 IDTA-KDTA컵 국제댄스스포츠선수권대회 아마추어 라틴부문 3위 (2005)
- 제4회 BDFI 코리아컵 국제댄스스포츠선수권대회 어덜트 라틴부문 1위 (2004)